# パルタイ (政党)

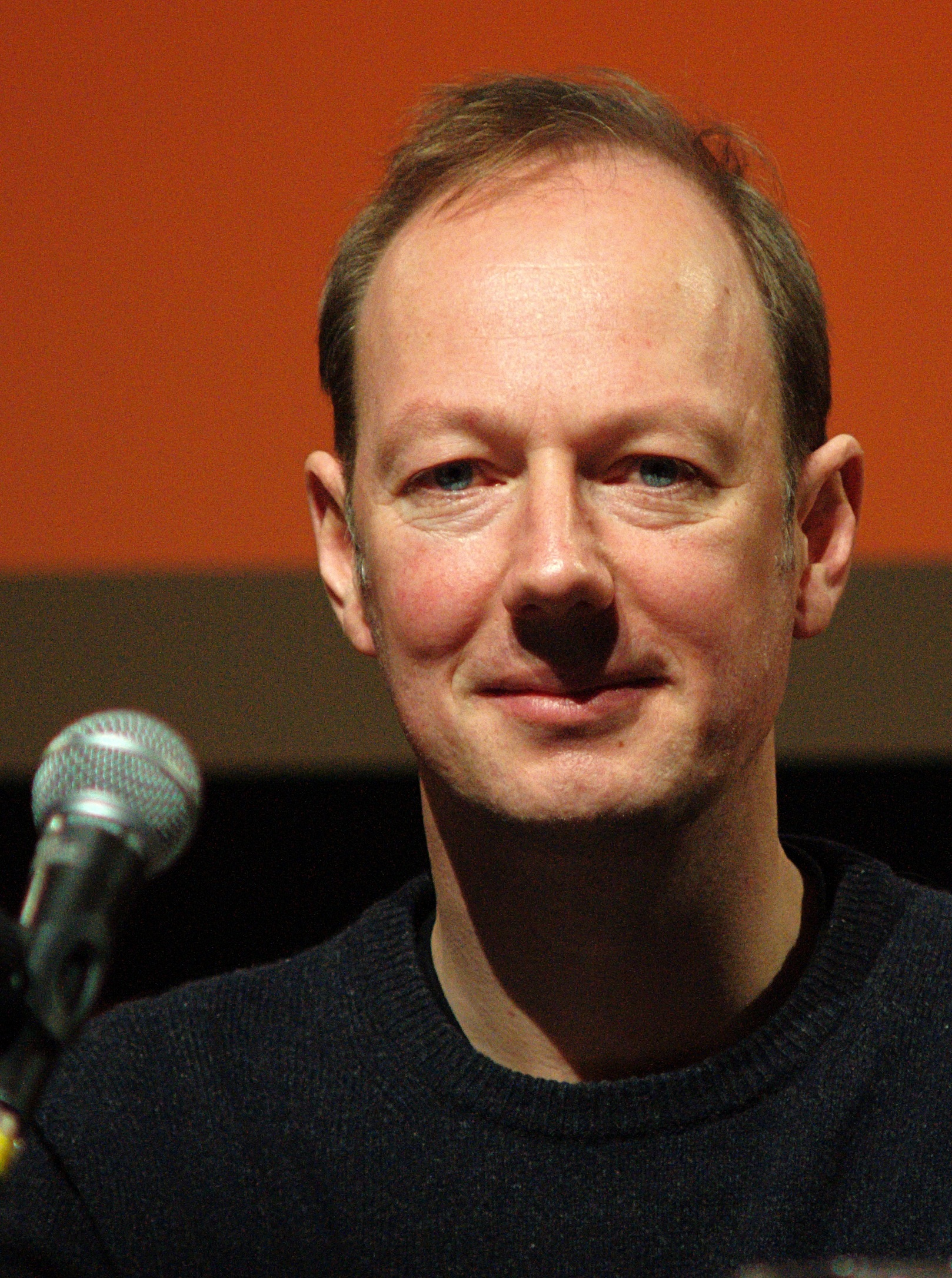
パルタイの党首、マルティン・ゾンネボーン

Die Partei für Arbeit, Rechtsstaat, Tierschutz, Elitenförderung und basisdemokratische Initiative  （ 労働、法治、動物保護、エリートおよび草の根民主主義の推進 の為の党）、またはDie PARTEI （ あの党 ）は、2004年にドイツの風刺雑誌 Titanicの編集者によって設立され マルティン・ゾンネボーンが党首を務めるドイツの 政党である。 2014年の欧州議会選挙において、この党は議席を獲得し、初めて欧州議会の議席を獲得した風刺政党となった。

## 名前
党名のPARTEIは、Partei für Arbeit, Rechtsstaat, Tierschutz, Elitenförderung und basisdemokratische Initiative（「労働、法治、動物保護、エリートおよび草の根民主主義の推進 の為の党」）のバクロニムである。 die Partei （「その党」）というフレーズは、 SED （ 旧東ドイツの統治政党）やナチ党などの全体主義的な政党を連想させるが、この名前はそれら党の創設者の持っていた全体主義的野心についての皮肉をこめた党名である。 またこの党名を利用し、SEDの党歌「党の歌(党は常に正しい)」 をパロディ化し広告として活用している。 

## 政策
とりわけ、パルタイは、既存政党の特徴と選挙戦術をパロディ化し、そのパロディイベントには、他の政党のイベントを訪問することが含まれる場合がある。 
パルタイは、自党を他の政党に失望した有権者の避難所と呼んでいる。 以下を中心とした「 （自称）ポピュリストキャンペーン」に参加する計画を立てている。 
- 東ドイツと西ドイツの間にベルリンの壁と鉄のカーテンを再建し、東ドイツを「SBZ」、「Sonderbewirtschaftungszone」（経済特区）に変更する。 なお、東ドイツは、1945年から1949年にかけて「Sowjetische Besatzungszone」（ ソビエト占領地帯 ）と呼ばれた同じ頭字語で呼ばれていたが、この名称は、特にその存在を認めたくない右翼政治家によって、その後何年もの間ドイツ民主共和国を指すために使用されていた。 当時の政府は、東ドイツで起こっていることについて「SBZ von A bis Z」という本を発行していた。
- 健康保険制度の改革
- 労働時間を削減し、「 新自由主義 的シュレーダー政権」によって導入されたハルツ第四法およびその他法律を廃止する。
- 国民の間で新憲法について議論し、批准する（ ドイツ基本法の第146条により）。

ゾンネボーンは、「幾らかのネオナチよりも、我らが票を得たほうがいい」と述べた。また過半数を得るために、パルタイは他の党との連合を結成することをいとわないが、「我が党はジョーク政党とは連立を組まない」ため、 自由民主党は対象外とした。 
連邦憲法擁護庁にパルタイを監視させるために、「反憲法プラットフォーム」を結成したが、連邦政府がパルタイを風刺政党としたことにより、この試みは失敗した。 反憲法プラットフォームの目標は次のとおりであった： 
- 連邦制を廃止する
- 民主化の強制と農奴制の廃止のために、 リヒテンシュタインに対する侵略戦争を行う [8]
- 特定のテレビ番組のCEOに人間としての尊厳を持たせないために、 ドイツ基本法第一条（「人間の尊厳は不可侵」）を改正する。

パルタイによると、政治的目標は過大評価されている。一方、パルタイは「現代」バージョンの政治を約束する。つまり、世論を求めつつ、権力を握ると、まったく異なることをするという。 
パルタイは自身の右翼・左翼の政治的位置について、「この党の左にも右にもいかなる党も存在できず、してはならず、することもないであろう！」と述べている（ （これは、バイエルンのフランツ・ヨーゼフ・シュトラウス州首相の有名な言葉「CSUより右寄りの政党はあり得ない」のもじりである ） 
パルタイはしばしば、他の政党のスローガンをパロディ化して、そのいくつかがどれほどばかげているかを強調する。 たとえば、「 ハンブルク -北部にある都市！」、「意味を克服する」（ Inhalteüberwinden ）、「教育は「き」から始まる」（ Bildungfängtmit 'B' an ）、「若者の犯罪-私たちのものではなく！」 
風刺的な方法で選挙運動を実施したり、政策を作ることで、パルタイは確立された制度の問題点を強調している。 たとえば、パルタイは100ユーロ紙幣 （および2枚のハガキ）を105 ユーロで販売することにより、 ドイツの政党資金調達制度に影響を及ぼすことに成功した。 ドイツの政党は選挙結果、寄付、会員数、および商品（Tシャツ、ステッカーなど）の販売収入に基づいて、連邦政府から資金提供を受けることになっているが、欧州懐疑派の極右政党であるドイツのための選択肢 （AfD）は、当時の資金調達は収益ではなく収入に基づくという事実を利用し、金の延べ棒をメンバーに販売していたのであり、これによってAfDが得る連邦政府からの資金が劇的に増加していたのである。 パルタイのこの選挙運動「金を買おう！」 （ ドイツ語: "Geld kaufen!"    ）は、この問題に関する裁判所の判決と、政党資金調達法の改正により抜け穴を防ぐ改革を導くことに成功したわけである。